# Saint-Pair-sur-Mer
Saint-Pair-sur-Mer – miejscowość i gmina we Francji, w regionie Normandia, w departamencie Manche.
Według danych na rok 1990 gminę zamieszkiwały 3114 osoby, a gęstość zaludnienia wynosiła 216 osób/km² (wśród 1815 gmin Dolnej Normandii Saint-Pair-sur-Mer plasuje się na 61. miejscu pod względem liczby ludności, natomiast pod względem powierzchni na miejscu 264.).

## Współpraca
Miejscowość partnerska:
- Houffalize, Belgia